# Clásica de San Sebastián 2010
La 30º edición de la Clásica de San Sebastián se disputó el sábado 31 de julio de 2010, por un circuito por la provincia de Guipúzcoa con inicio y final en San Sebastián, sobre un trazado de 234 kilómetros. 
La prueba perteneció al UCI ProTour 2010.
Como novedad, y para endurecer la carrera, se hizo un pequeño circuito final pasando dos veces por los puertos de Jaizkibel y Arkale.
Participaron 21 equipos: los 18 de categoría UCI ProTeam (al ser obligada su participación); más 3 de categoría Profesional Continental mediante invitación de la organización (Cervélo Test Team, Xacobeo Galicia y Andalucía-CajaSur). Formando así un pelotón de 164 ciclistas, de 8 corredores cada equipo (excepto el RadioShack, el Cervélo, el Rabobank y el Sky que salieron con 7), de los que acabaron 93.
El ganador final fue Luis León Sánchez (que también ganó la clasificación de la montaña) que rompió definitivamente la carrera en el último paso por Jaizkibel cuando atacó a menos de 500 m de coronar el puerto, hacia él fueron Alexandre Vinokourov y Carlos Sastre que contactaron con Luis León en el descenso. El terceto logró mantener una ventaja de entre 20 y 40 segundos con el grupo perseguidor y a pesar de que Alexandre intentase marcharse en el alto de Miracruz a la entrada de San Sebastián su intento fue en vano ganando Luis León el sprint del terceto por delante de Alexandre (segundo) y Carlos (tercero) que contactó con ellos en el último kilómetro tras rezagarse en Miracruz.
En las otras clasificaciones secundarias se impusieron Jorge Martín Montenegro (metas volantes), Saxo Bank (equipos) y Haimar Zubeldia (licencia vasco-navarra).

## Clasificación final
| Posición | Ciclista             | Equipo             | Tiempo     |
| -------- | -------------------- | ------------------ | ---------- |
| 1.       | Luis León Sánchez    | Caisse d'Epargne   | 5h 47' 13" |
| 2.       | Alexandre Vinokourov | Astana             | m.t        |
| 3.       | Carlos Sastre        | Cervélo            | m.t        |
| 4.       | Haimar Zubeldia      | RadioShack         | + 34"      |
| 5.       | Joaquim Rodríguez    | Katusha            | + 37"      |
| 6.       | Ryder Hesjedal       | Garmin-Transitions | m.t        |
| 7.       | Robert Gesink        | Rabobank           | m.t        |
| 8.       | Nicolas Roche        | Ag2r La Mondiale   | m.t        |
| 9.       | Samuel Sánchez       | Euskaltel-Euskadi  | m.t        |
| 10.      | Richie Porte         | Saxo Bank          | m.t        |